# Maurice de Foblant
Victor Charles Maurice de Foblant (5 février 1817, Dieuze - 13 janvier 1892, Nancy), est un militaire et homme politique français.

## Biographie
Fils de Lupicin-Louis de Foblant, directeur des Salines royales de Dieuze, et d'Elisabeth-Charlotte-Jeanne du Coëtlosquet (sœur de Charles Paul du Coëtlosquet), il était homme de lettres et rédigeait le journal l'Espérance de Nancy, lorsqu'il fut, le 13 mai 1849, élu, représentant de la Meurthe à l'Assemblée législative. Il fut un promoteur du programme du manifeste libéral et décentralisateur de Nancy en 1865.
Conservateur-monarchiste, il siégea à droite et vota régulièrement avec la majorité anti-républicaine pour les crédits de l'expédition romaine, pour la loi Falloux-Parieu sur l'enseignement, pour les restrictions apportées au suffrage universel, etc. 
Il ne soutint pas la politique particulière du prince-président, et rentra dans la vie privée lors du coup d'État de 1851.

## Publications
- Liberté de la presse (1867)
- Les États généraux en France (1873)
- L'Ancien régime en Lorraine (1879)
- Les Réactionnaires libéraux (1880)
- Où nous en sommes et ce qu'il faut faire. Lettres adressées par un provincial au journal "le Français" (1884)
- L'Union libérale
- M. Odilon Barrot et ses mémoires posthumes

## Sources
- « Maurice de Foblant », dans Adolphe Robert et Gaston Cougny, Dictionnaire des parlementaires français, Edgar Bourloton, 1889-1891 [détail de l’édition]
- Jean El Gammal, François Roth et Jean-Claude Delbreil, Dictionnaire des Parlementaires lorrains de la Troisième République, Serpenoise, 2006 (ISBN 2-87692-620-2 et 978-2-87692-620-2, OCLC 85885906, lire en ligne), p. 401-402